# He Man (rebel)
En aquest nom xinès, el cognom és He.
He Man va ser un líder rebel dels Turbants Grocs durant el període de la tardana Dinastia Han Oriental de la història xinesa.
Després del declivi de la Rebel·lió dels Turbants Grocs, els homes de He Man, igual que altres Turbants Grocs restants a Runan, es van aliar amb Yuan Shu i Sun Jian en els inicis del 190. A mitjans de la dècada de 190 les seves forces van ser comptades en les desenes de milers. En l'any 196, el senyor de la guerra Cao Cao va fer la guerra contra les restes dels Turbants Grocs; en les batalles que es van produir, el company de He Man Huang Shao (黄邵) va ser mort i He Man es va rendir juntament amb els altres líders. Res és registrat en la història sobre el destí de He Man després d'haver-se rendit.

## En la ficció
En la novel·la històrica del Romanç dels Tres Regnes de Luo Guanzhong, He Man, juntament amb He Yi i Huang Shao, van saquejar una vegada Runan. Degut a això Cao Cao es va dirigir a Runan. L'escorta de Cao Dian Wei va matar el número dos de He Yi en la batalla que seguí, i amb èxit va derrotar els exèrcits del Turbant Groc. L'endemà Huang Shao va prendre el comandament com a segon; He Man, brandant una maça de ferro, avançà a peu i va oferir combat, pronunciant "Jo sóc He Man, el diable que brota a través del cel. Qui s'atreveix a lluitar amb mi?" Cao Hong n'acceptà el desafiament, i ells van lluitar per 50 rondes de colps sense ningú emergint victoriós. Llavors Cao Hong va fingir la derrota, però després es va girar, i va colpejar dues vegades a He Man i el va matar.